# Santana do Matos
Santana do Matos is een gemeente in de Braziliaanse deelstaat Rio Grande do Norte. De gemeente telt 14.544 inwoners (schatting 2009).